# Bubba Dickerson
Benjamin Gordon Dickerson (6 mei 1981) is een Amerikaanse professional golfer, maar zijn naam is het meest bekend als winnaar van het Amerikaans Amateur.

## Amateur
Met een studiebeurs ging Dickerson studeren aan de Universiteit van Florida in Gainesville. Hij speelde voor de Florida Gators in 2000 en 2001 en won met hun het NCAA herenkampioenschap. 

Bubba Dickerson won dat najaar het US Amateur nadat hij in de 36-holes finale tegen Robert Hamilton na veertien holes 5 down stond. In die ochtendronde won hij de laatste vier holes zodat hij nog maar 1 down stond. De middagronde werd pas op de laatste hole beslist. Dickerson won de laatste twee holes en daarmee de finale.
Als winnaar van het Amerikaans Amateur kreeg hij een wildcard voor de Masters, het US Open en het Brits Open voor zolang hij amateur zou blijven. De meeste spelers spelen die toernooien minstens één keer, omdat het mogelijk de enige keer is dat zij daarvoor in aanmerking komen. Dickerson besloot echter reeds na de Masters professional te worden.
Dickerson is getrouwd met Mindy. Ze hebben twee kinderen, Avery en Gage.

### Gewonnen
- 2001: Western Amateur, US Amateur

## Professional
Dickerson speelde in 2003 op de Europese Challenge Tour en in 2004 op de Hooters Tour en in 2005 op de  Nationwide Tour. In 2006 en 2007 kwalificeerde hij zich voor de PGA Tour, maar in 2008 moest hij terug naar de Nationwide Tour. Daar won hij in 2009 het Chitimacha Louisiana Open na een play-off tegen Brian Vranech.

### Gewonnen

#### Nationwide Tour
- 2009: Chitimacha Louisiana Open